# Olvasó férfiak
A Olvasó férfiak (La Lectura), vagy Politikusok Goya spanyol festő alkotása, mely jelenleg a madridi Prado gyűjteményében látható. A festő fekete festmények néven ismertté vált sorozatának darabja, melyet 1819 és 1823 között festett a Madridhoz közeli Quinta del Sordo falaira.

## A festmény

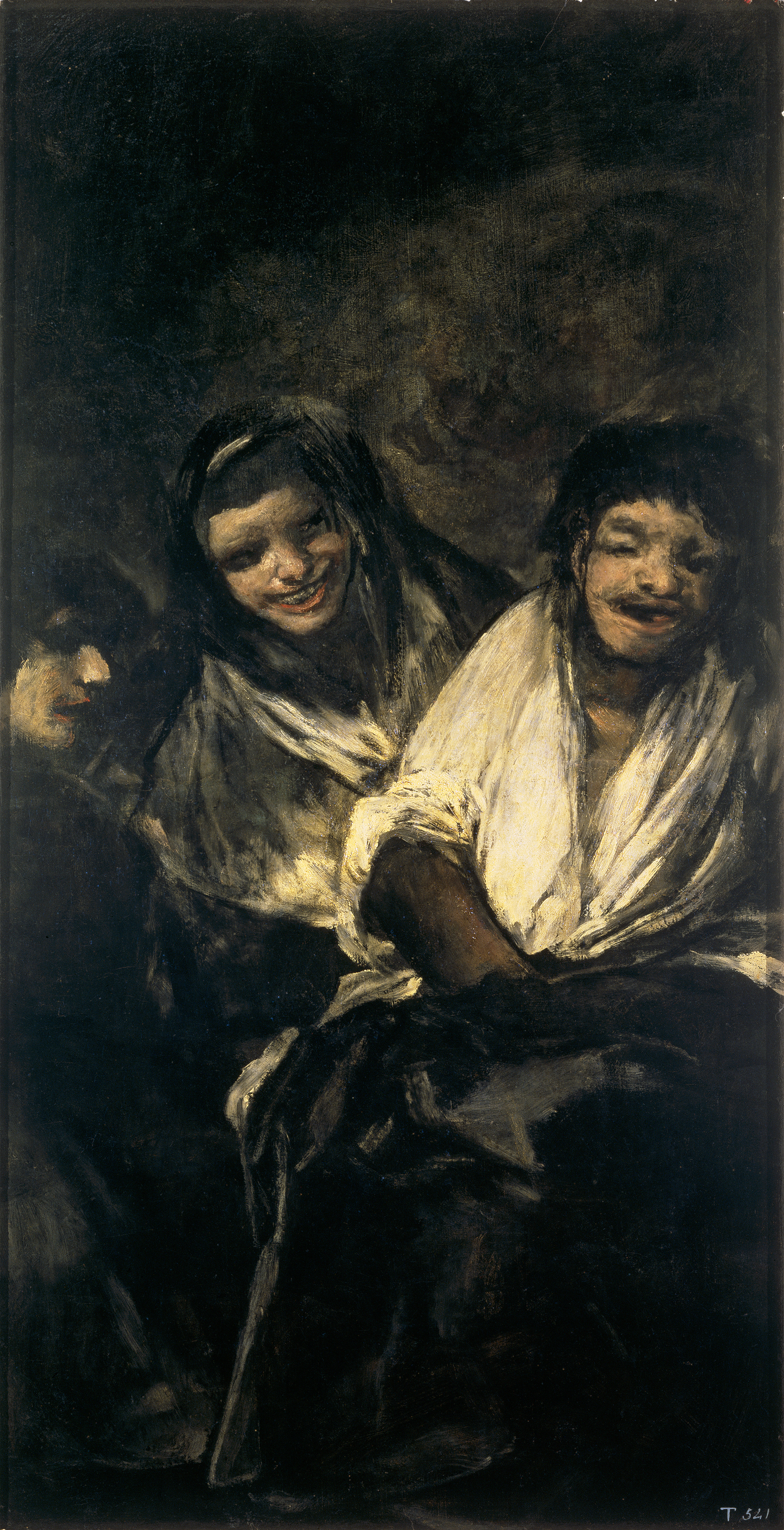
Goya Nevető nők című festménye szintén a fekete festmények sorozatból, melyet az Olvasó férfiak párjának tartanak

A többi fekete festményhez hasonlóan ezt is 1873-74-ben helyezték át vászonra Salvator Martinez Cubells a madridi Prado kurátora felügyelete mellett. A vásznakat báró Emile d'Erlanger adományozta 1881-ben a spanyol államnak.
Goya a Quinta del Sordo első emeletének rövidebb falára festhette a Nevető nők címen ismert kép mellé, szemben A kutya és a Két vén levest eszik című festményekkel. A festményen hat férfit láthatunk, akik egy nyomtatott papírlapot olvasnak. Kilétük nem ismert, de úgy vélik talán politikusok lehetnek, akik a róluk szóló újságcikket böngészik.
A röntgenvizsgálatokból kiderült, hogy Goya egy korábbi festményére festette az Olvasó férfiakat. Az eredeti alkotáson egy lovas szerepelt, akinek szarvai, vagy szárnyai lehettek, melyek a fejéből nőttek ki.
Az Olvasó férfiak technikájában és tematikájában is nagyon hasonló Goya egy másik fekete festményéhez a Nevető nőkhöz. Mindkét kép álló formátumú és a többi festménynél kisebbek. Bár Goya mindkét alkotáson alkotáson több világos színt használt, mégis sötét hatást keltenek.